# Scafati Basket
Scafati Basket ist ein italienischer Basketballverein aus Scafati, der in der Serie A spielte.

## Geschichte
1955 fanden sich zwei Basketballmannschaften aus Scafati zu Scafatese Basket zusammen, doch erst 1969 wurde der eigentliche Verein Scafati Basket gegründet. Nachdem man jahrelang unterklassig gespielt hatte, gelang 1995 der Aufstieg in die vierthöchste Spielklasse Serie B2 und 1998 der Aufstieg in die dritthöchste Spielklasse Serie B. Bereits zwei Jahre später gewann man im Jahr 2000 die Play-offs um den Aufstieg in die nächsthöhere Spielklasse Serie A2. Dort erreichte man einen siebten Platz unter zehn Mannschaften. Anschließend wurde die zweithöchste Spielklasse 2001 als LegADue in die Selbstorganisation entlassen. Dort spielte man meistens im oberen Tabellendrittel, scheiterte aber regelmäßig in den Play-offs um den Aufstieg in die höchste Spielklasse, so auch 2003 als Tabellenzweiter und topgesetzte Mannschaft für die Ausscheidungsspiele um den zweiten Aufstiegsplatz. 2006 gewann man dann nicht nur den Ligapokal dieser Spielklasse, sondern auch mit dem ersten Platz nach der Hauptrunde auch die Meisterschaft dieser Liga und das direkte Aufstiegsrecht in die höchste Spielklasse Lega Basket Serie A.
Nachdem Scafati Basket in ihrer ersten Erstliga-Saison 2006/07 mit dem zehnten Tabellenplatz sicher den Klassenerhalt erreicht und nur um einen Sieg die Qualifikation für die Play-offs um die italienische Meisterschaft verpasst hatten, folgte in der zweiten Spielzeit 2007/08 der Absturz auf den letzten Tabellenplatz nach der Hauptrunde, nachdem man sieben Punkte abgezogen bekommen hatte nach Einsatz eines nicht spielberechtigten Spielers. In den darauffolgenden Spielzeiten platzierte man sich in der zweiten Liga erneut immer in der oberen Tabellenhälfte, blieb aber in den Play-offs ohne Aussicht auf einen Aufstiegsplatz.

## Bekannte Spieler
| - Randolph Childress 2001–2003 - Jason Matthew Smith 2002/03 - Valerio Amoroso 2002–2005 - Vincenzo Esposito 2003/04 - Maximiliano Stanic 2003–2006 - Josh Powell 2004 - Harold Jamison 2004–2006 - Lucas Victoriano 2005/06 - Dimitri Lauwers 2005–2008 | - Stevin Smith 2006/07 - Szymon Szewczyk 2006/07 - / Rick Apodaca 2006/07, 2009/10 - Luigi Datome 2006–2008 - Norman Nolan 2007 - / Mithat Demirel 2007 - Anthony Carter 2007 - Rubén Wolkowyski 2007/08 - Steponas Babrauskas 2007/08 | - Mike Lenzly 2008/09 - Walter Santarossa 2008/09 - Phil Goss 2009/10 - Kimmo Muurinen 2010 - / Nikola Radulović 2010–2012 - Roberto Chiacig 2011 - James D. Thomas 2011/12 - Antonio Porta 2012/13 |